# Йорданув (Лодзинське воєводство)
Йорданув (пол. Jordanów) — село в Польщі, у гміні Бжезіни Бжезінського повіту Лодзинського воєводства.
Населення — 305 осіб (2011).
У 1975-1998 роках село належало до Скерневицького воєводства.

## Демографія
Демографічна структура станом на 31 березня 2011 року:
|          | Загалом | Допрацездатний вік | Працездатний вік | Постпрацездатний вік |
| -------- | ------- | ------------------ | ---------------- | -------------------- |
| Чоловіки | 153     | 37                 | 106              | 10                   |
| Жінки    | 152     | 27                 | 100              | 25                   |
| Разом    | 305     | 64                 | 206              | 35                   |